# Wściekły Żleb

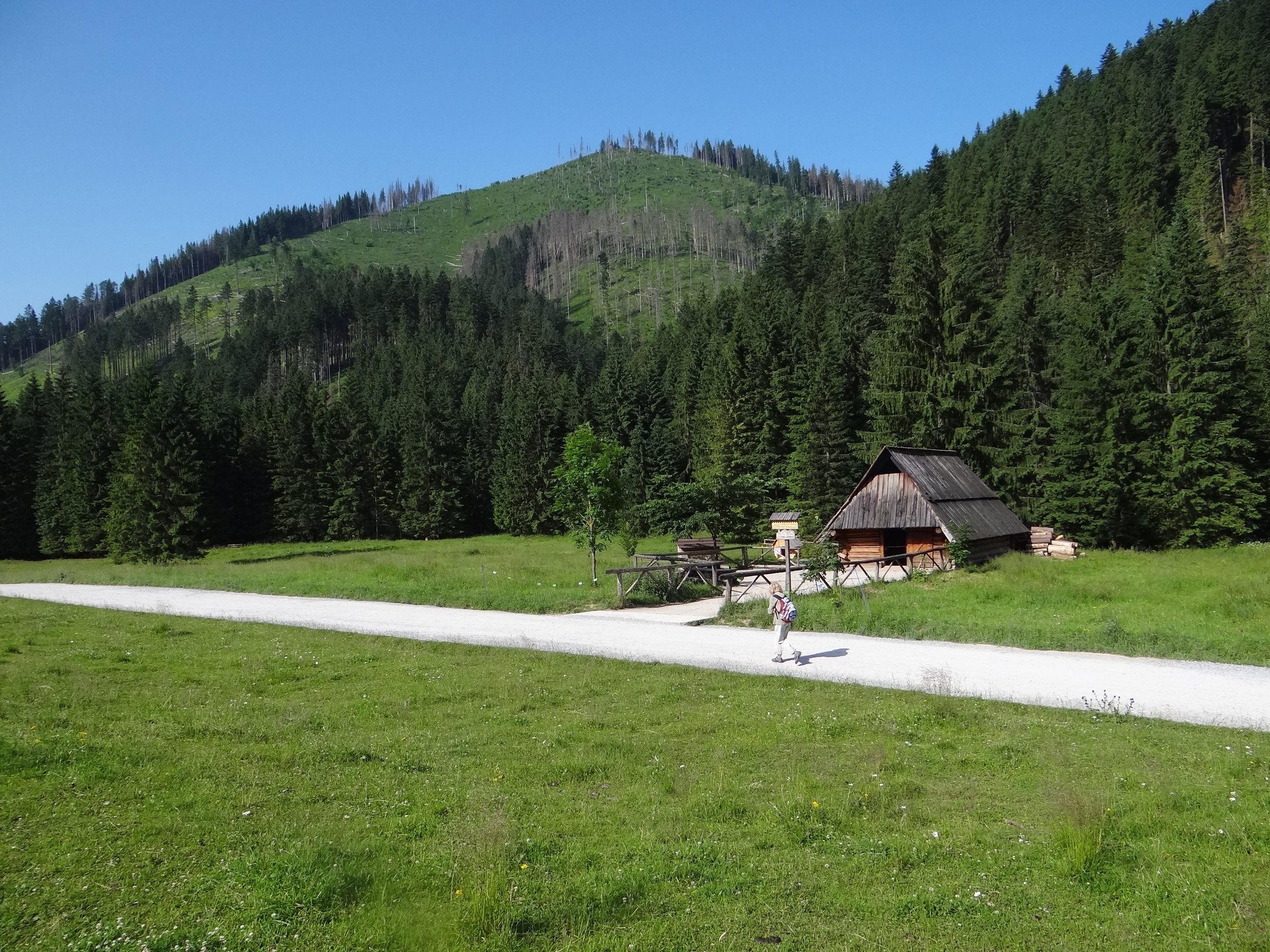
Wylot Wściekłego Żlebu powyżej bacówki na Wyżniej Kirze Miętusiej

Wściekły Żleb – żleb spadający z reglowych wzniesień Kościeliskich Kopek znajdujących się między Doliną Kościeliską a Doliną Lejową w Tatrach Zachodnich. Spada on spomiędzy zboczy Pośredniej Kopki i Zadniej Kopki w kierunku Doliny Kościeliskiej. Ma kręty przebieg i dołącza do niego jeszcze kilka mniejszych bocznych żlebów. Jego dnem płynie niewielki strumyk, wpadający tuż poniżej Cudakowej Polany do Kościeliskiego Potoku.
Wściekły Żleb jest wąski i całkowicie porośnięty lasem. Ma długość około 1150 m, a jego wylot znajduje się na wysokości 940 m. Jest dobrze widoczny z polany Wyżnia Kira Miętusia. Wylot znajduje się nieco powyżej bacówki, w której sprzedawane są wyroby z sera owczego.

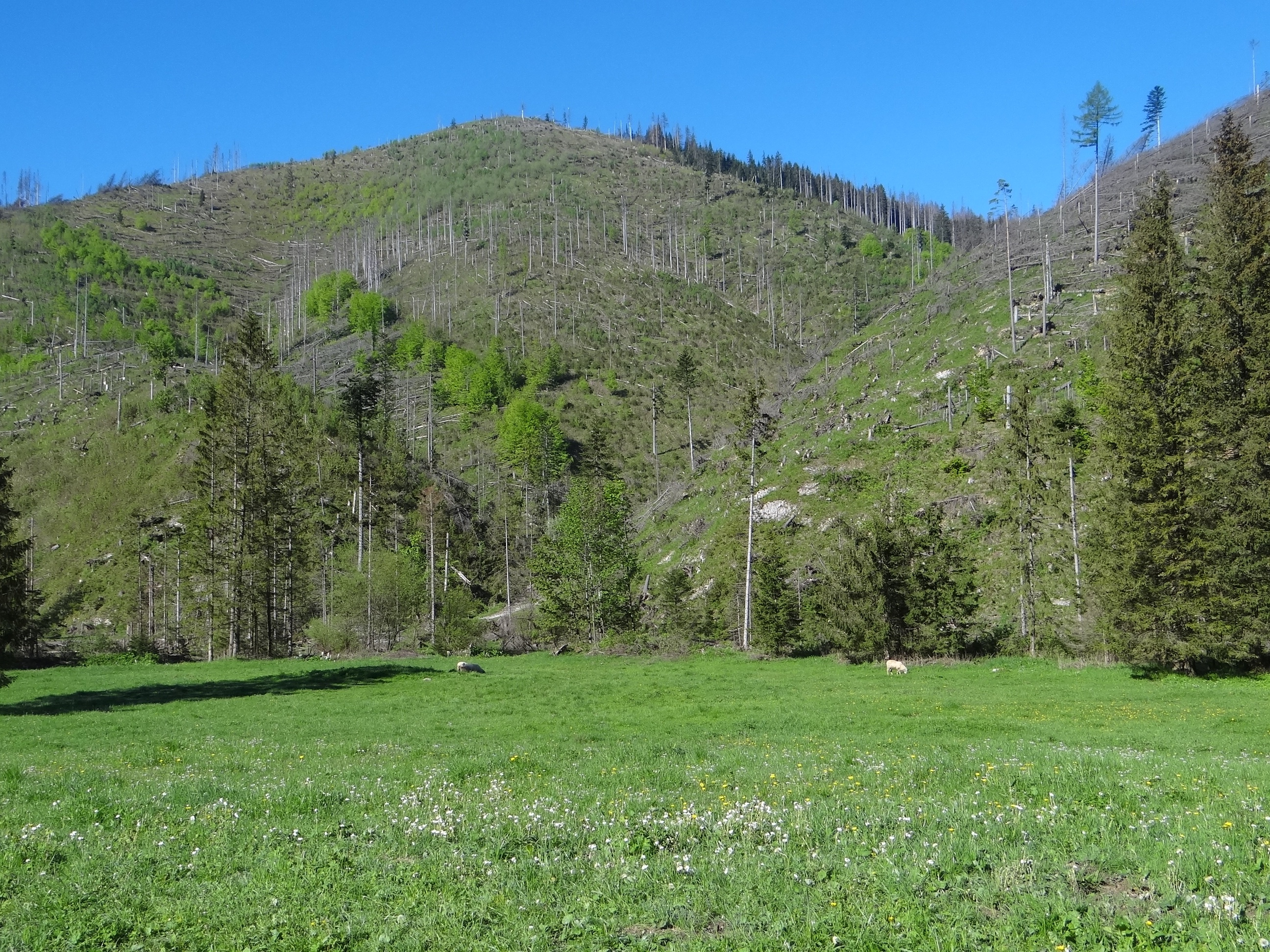